# Zanzibar Nationalist Party
Zanzibar Nationalist Party (ZNP) var ett nationalistiskt, arabdominerat politiskt parti i Zanzibar. ZNP styrde landet i en koalitionsregering med det afrikanskdominerade partiet Zanzibar and Pemba People's Party (ZPPP) från 1961 till 1964, vartefter revolutionen i Zanzibar medförde ett byte av styrande parti till Afro-Shirazi Party.